# Incident 4. loďstva
U japonských jmen je rodné jméno uváděno na prvním místě a rodové jméno na druhém.
Incident 4. loďstva (japonsky: 第四艦隊事件 Dai–jon kantai džiken) se udál 26. září 1935, když bylo 4. loďstvo (艦隊 kantai) japonského císařského námořnictva během námořních manévrů zasaženo tajfunem východně od severního Honšú. Výsledkem bylo těžké poškození torpédoborců Júgiri a Hacujuki, několik dalších plavidel utrpělo různé stupně poškození a zahynulo nebo bylo pohřešováno 54 lidí. Dalších přibližně 60 lidí bylo zraněno. Spolu s převrácením torpédovky Tomozuru z 12. března 1934 vedl tento incident k posílení konstrukce japonských válečných lodí a odlehčení nástaveb.

## Předehra

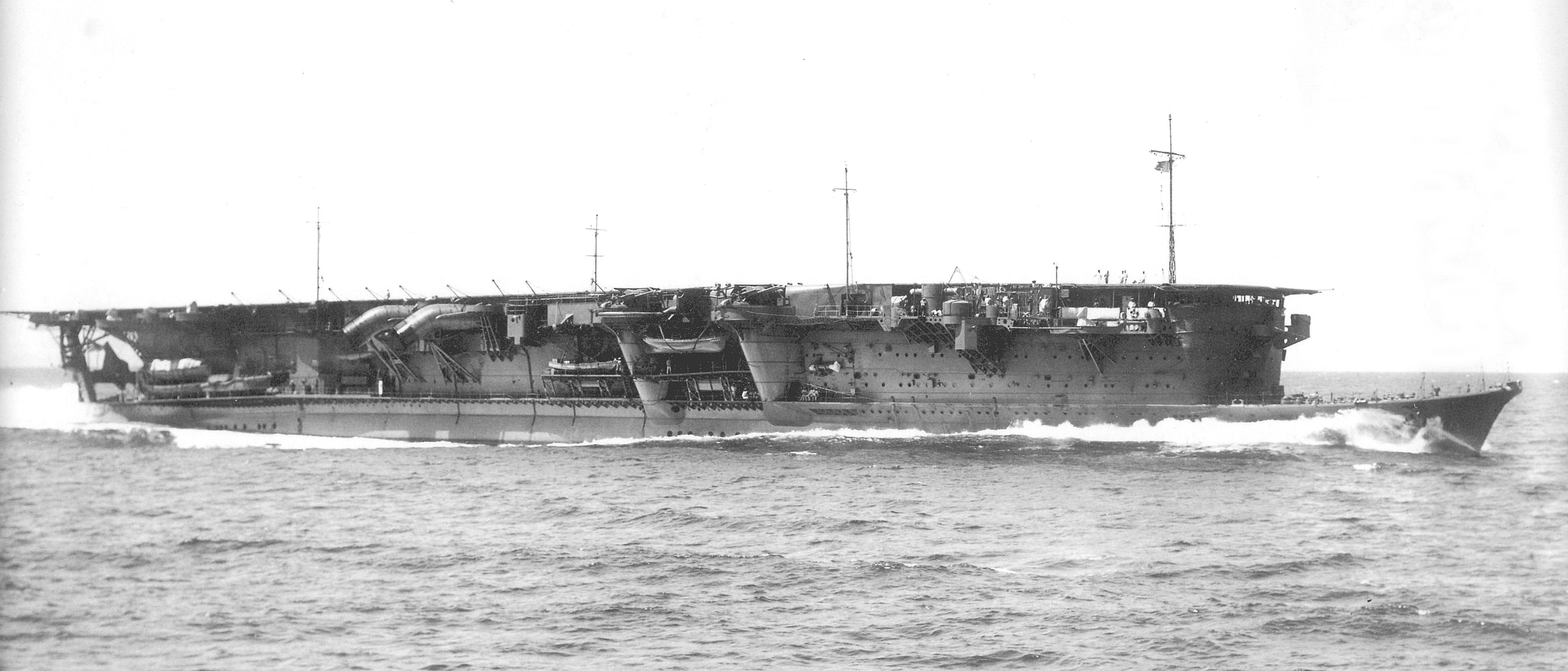
Letadlová loď Rjúdžó 6. září 1934. Všimněte si nízké přídě a můstku v přední části nástavby.

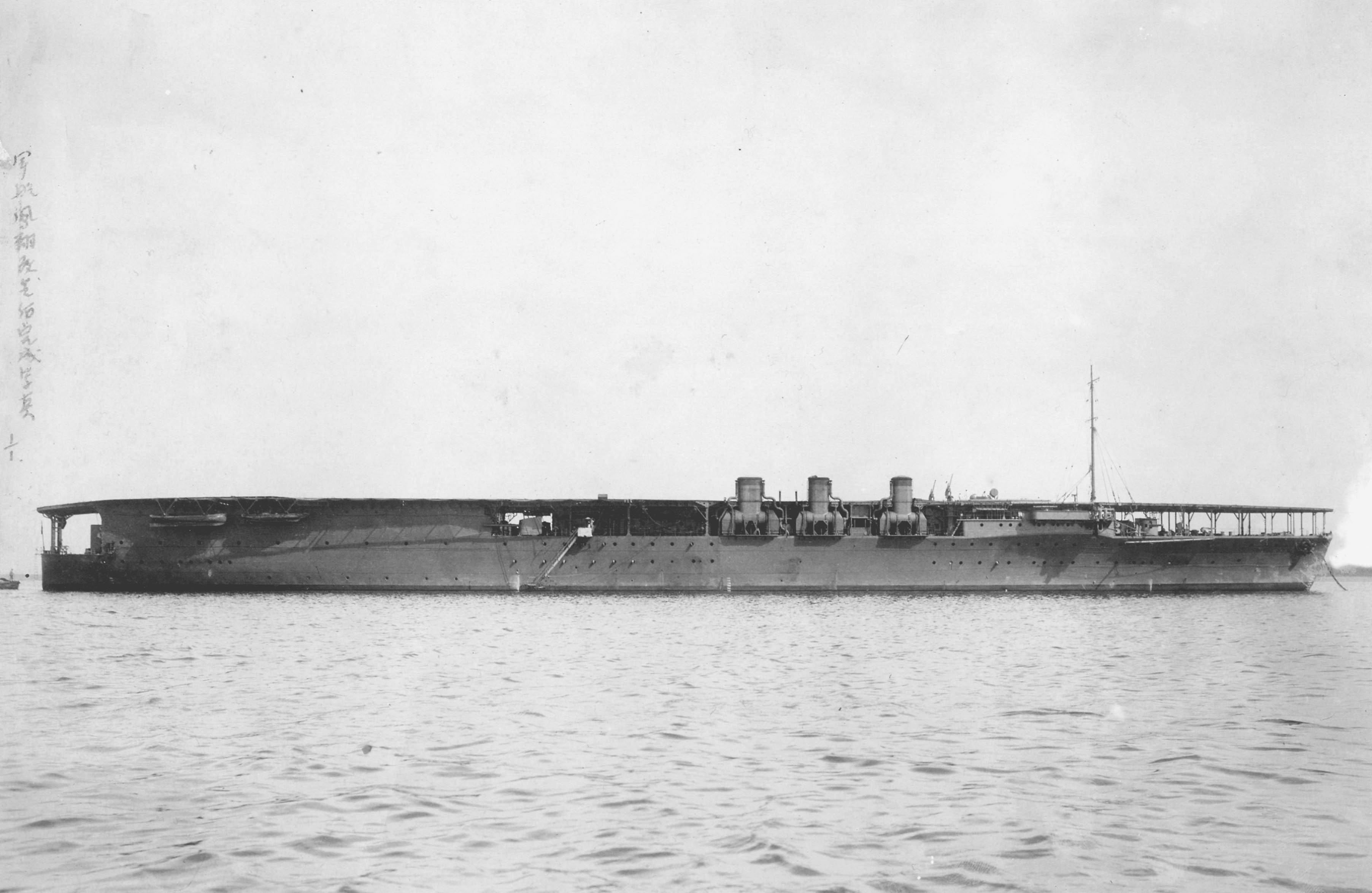
Letadlová loď Hóšó v roce 1924 ještě před přestavbou, která fixovala komíny ve vodorovné poloze

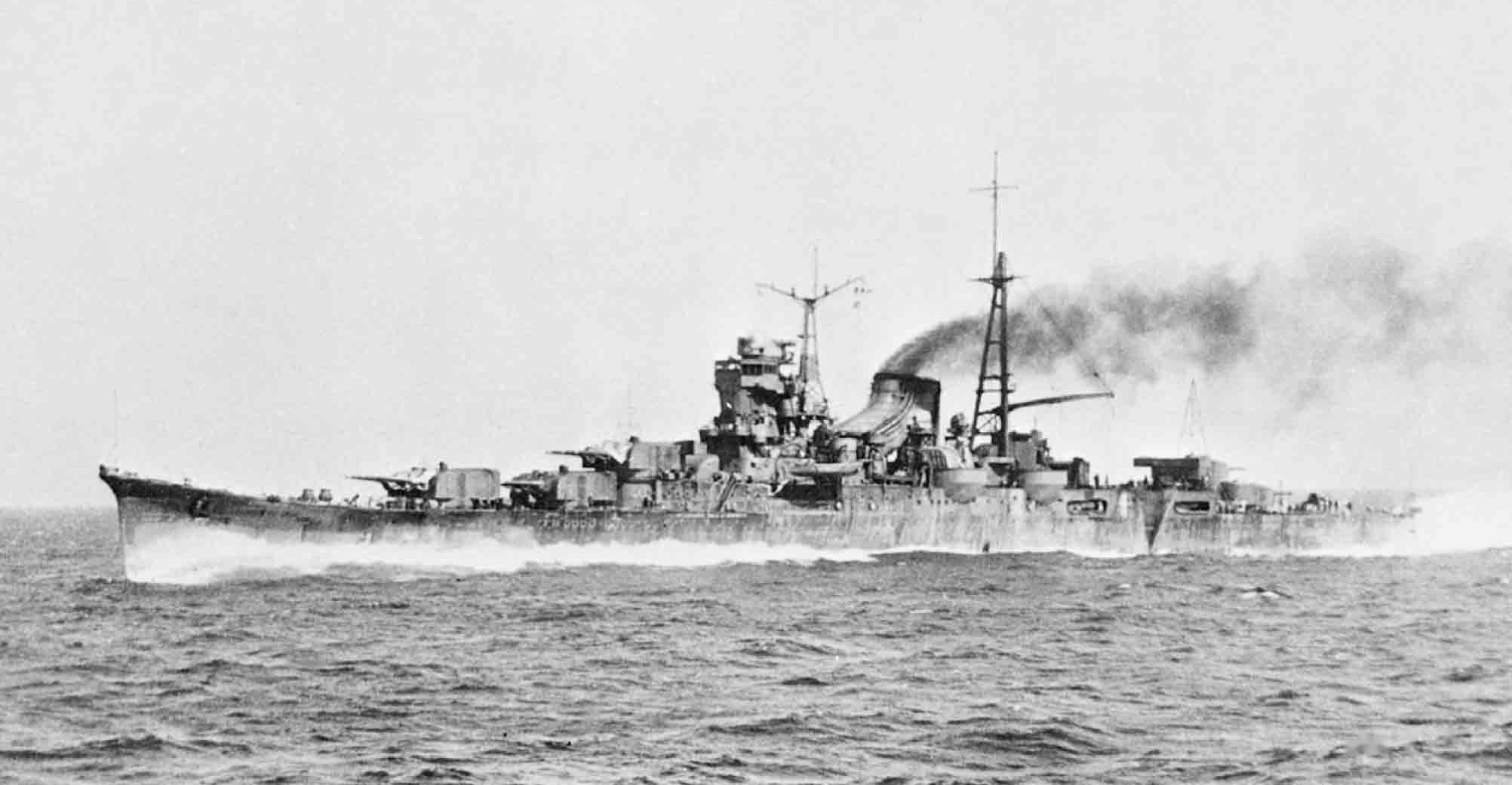
Lehký křižník Mogami během rychlostních zkoušek 20. března 1935.

Podpisem washingtonské a londýnské námořní konference se Japonsko zavázalo k omezení námořního zbrojení. Aby se císařské námořnictvo dokázalo vyrovnat svému hlavnímu, tehdy se rýsujícímu, soupeři, byly japonské válečné lodě vybaveny maximálním množstvím výzbroje a to i za cenu značné nestability a snížené pevnosti trupu. To se týkalo rovněž moderních japonských „speciálních torpédoborců“ (特型駆逐艦 Tokugata kučikukan) – třídy Fubuki.
Během cvičení se 12. března 1934 vlivem nestability na rozbouřeném moři převrátila torpédovka Tomozuru, přičemž zahynula většina její posádky. V červenci 1935 byl poškozen „speciální torpédoborec“ Murakumo poblíž Tokijské zátoky, když při plavbě vysokou rychlostí na rozbouřeném moři došlo k výskytu deformací (zvrásnění) na trupu. Před blížící se katastrofou tak sice existovalo varování, ale nebyl čas, ani vůle, s pevností konstrukce před cvičením něco udělat u všech postižených jednotek.
V létě 1935 se od července do září konaly námořní manévry japonského císařského námořnictva. Dočasně sestavená 4. kantai v nich reprezentovala stranu „rudých“ (představující útočící Američany), která se měla utkat se stranou „modrých“ obránců (1. a 2. kantai Rengó kantai) v „bitvě“ východně od japonských ostrovů mezi severním Honšú a Kurilami.
4. kantai tvořilo celkem 58 válečných plavidel. Jednalo se o:
- všechny čtyři těžké křižníky třídy Mjókó: Mjókó, Nači, Haguro a Ašigara
- první dva dokončené lehké křižníky třídy Mogami: Mogami a Mikuma
- lehké letadlové lodě Hóšó a Rjúdžó
- mateřská loď ponorek Taigei
- torpédoborce tříd Kamikaze, Mucuki a 10 nových jednotek třídy Fubuki (Širajuki, Hacujuki, Murakumo, Usugumo, Širakumo, Júgiri, Amagiri, Oboro, Akebono a Ušio[6])
- pomocná plavidla, jako například:
  - minonoska Icukušima[7]
  - tankery Curumi a Sunosaki[7]
  - tanker/nosič hydroplánů Kamoi[7]

## Incident

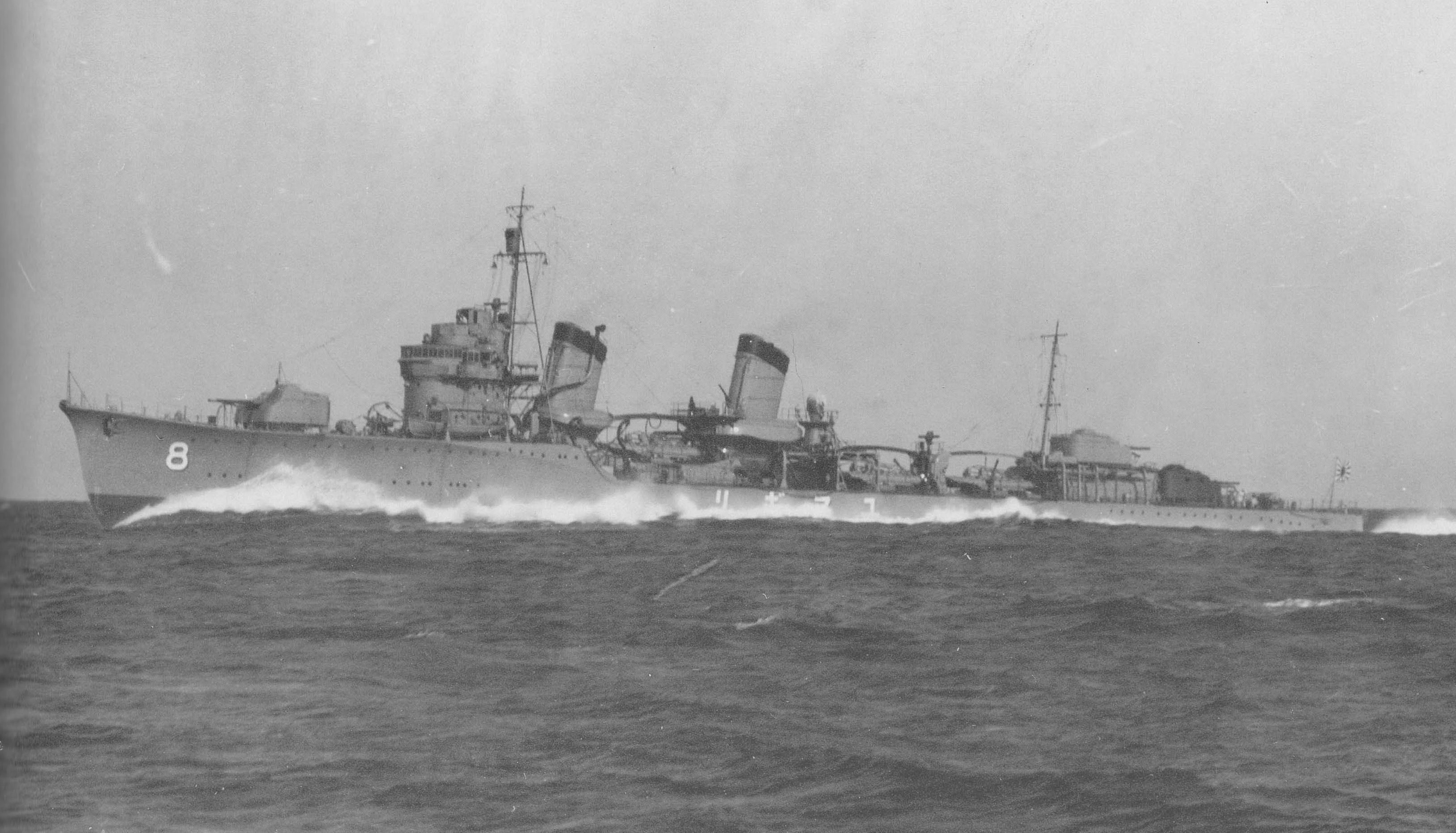
Torpédoborec Júgiri v roce 1930

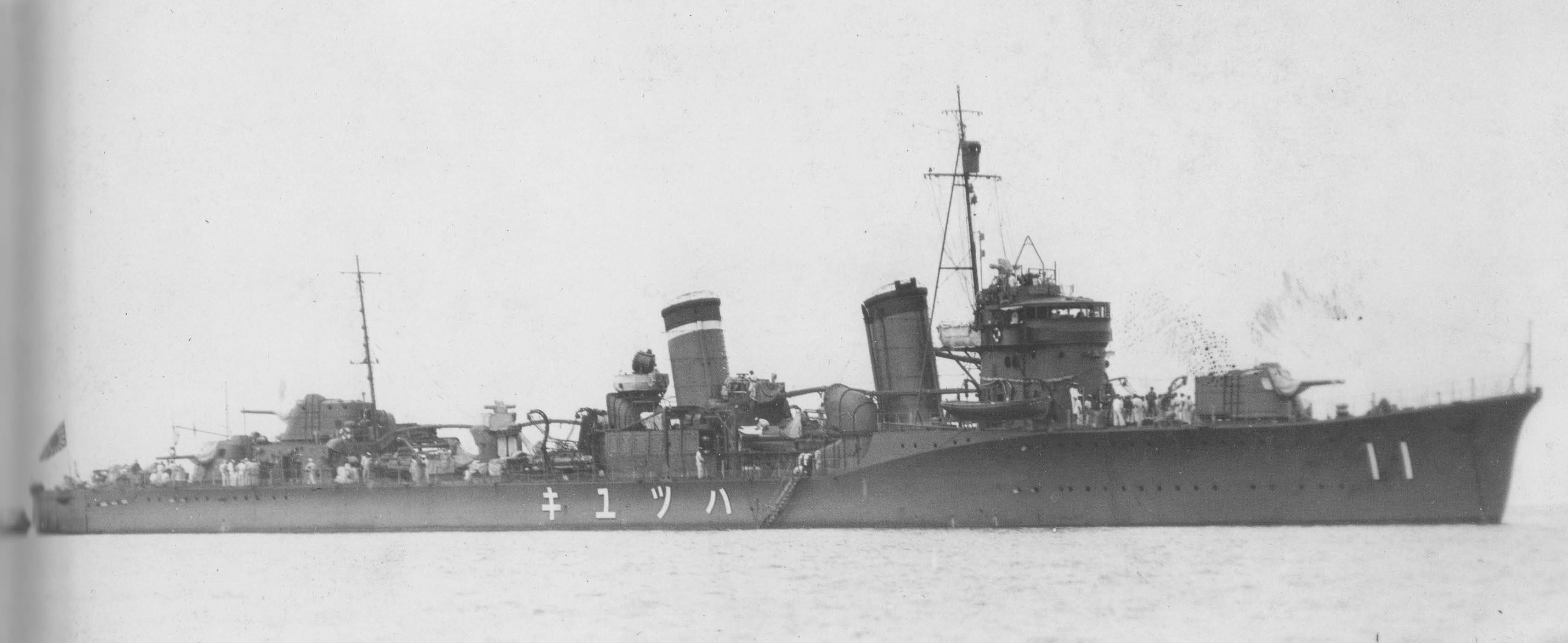
Torpédoborec Hacujuki

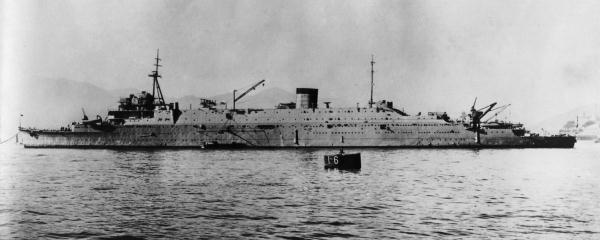
Zásobovací loď ponorek Taigei

Ráno 26. září plula 4. kantai východním a posléze jižním kurzem, asi 100 mil východně od severního Honšú. Tajfun se blížil od jihu a varování přišlo příliš pozdě, než aby se mu 4. kantai dokázala vyhnout. Ve 14:00 se počasí extrémně zhoršilo. Během tajfunu dosahovaly vlny výšky 10 až 15 metrů a vlnová délka byla 100 až 150 metrů podle hlášení z Nači, případně 15 metrů výška při délce 200 metrů, jak hlásila jedna torpédovka v jiné oblasti.
Tajfun si vyžádal 54 námořníků zabitých nebo nezvěstných. Torpédoborce Júgiri a Hacujuki třídy Fubuki přišly ve vlnách o příď až po můstek, včetně přední dělové věže. Rovněž u dalších torpédoborců (například Oboro a Širakumo) se objevilo na přídi (a u některých i na zádi) zborcení plátů obšívky a paluby, které na Júgiri a Hacujuki předcházelo odtržení přídě. Lodní záchranné čluny byly rovněž poškozeny, nebo smeteny vlnami. Ale ani větší lodě nebyly před vlnami ušetřeny. Letadlová loď Rjúdžó měla poškozený můstek pod letovou palubou na přídi, neboť vlny se přelévaly přes její nízkou příď a narážely do můstku, a zaplavený hangár. Letadlová loď Hóšó utrpěla poškození přední části letové paluby, můstku pod ní a na chvíli se stala neovladatelnou. Trup těžkého křižníku Mogami, jehož příď byla poškozena již od zkušební plavby maximální rychlostí, utrpěl další poškození. Těžký křižník Mjókó přišel o několik nýtů z prostřední části namáhaného trupu. Zásobovací loď ponorek Taigei se nakláněla až o 50 stupňů, přičemž do lodi pronikla voda. Taigei se stala na chvíli neovladatelnou, což bylo podle H. Kobajašiho zapříčiněno vyřazením „jednoho z elektromotorů“ – to by ukazovalo na vyřazení elektromotoru ovládajícího mechanismus kormidla. Vlivem namáhání ve vlnách byl rovněž poškozen trup Taigei a na přední palubě před můstkem se objevily deformace.
Ačkoliv všechny lodě byly v tajfunu více či méně poškozeny, žádná z nich nebyla potopena. Těžce poškozené jednotky ale přerušily svoji účast na cvičení.

## Vyšetřování

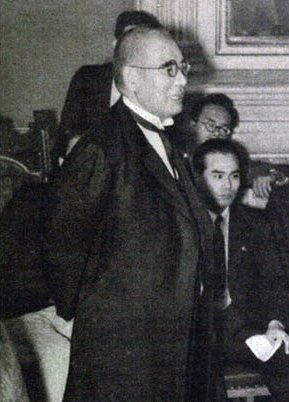
Kičisaburó Nomura již jako ministr zahraničí v září 1939

Dne 10. října 1935 byla zřízena vyšetřovací komise. Vedl jí taišó (大将 ~ admirál) Kičisaburó Nomura a členy komise byli i tehdejší čúdžó (中将 ~ viceadmirál) Isoroku Jamamoto a šóšó (少将 ~ kontradmirál) Mineiči Koga. Druhá komise byla zřízena 21. října a vedl jí taišó Seizo Kobajaši. Tato druhá komise předložila svoji zprávu v dubnu 1936.
Závěrem Kobajašiho komise bylo, že katastrofa byla zapříčiněna nedostatečnou pevností konstrukce. Jednou z příčin této slabosti byl i přechod od nýtování ke svařování. Při plavbě na vlnách je lodní trup namáhán ohybem: když je vlna uprostřed trupu, příď a záď se ohýbá směrem dolů a když je trup mezi vlnami, prohýbá se dolů střed. Výsledkem potom byly nejprve deformace na palubách a obšívce a nakonec i utržené přídě dvou torpédoborců.
Císařské námořnictvo přistoupilo k posílení konstrukce stávajících plavidel a ke zlepšení jejich stability. Rovněž plány plavidel, která se teprve stavěla, nebo která byla zatím se stádiu návrhu, byly přepracovány.